# Machiel van Frankenhuijsen
Machiel van Frankenhuijsen, zitiert auch als van Frankenhuysen, (* 7. Januar 1967 in Roermond) ist ein  niederländischer Mathematiker, der sich mit Zahlentheorie beschäftigt.
Frankenhuysen ging in Nijmegen zur Schule und studierte ab 1985 an der Katholischen Universität Nijmegen, wo er 1990 sein Diplom ablegte (Über die Riemannhypothese) und 1995 bei A. C. M. van Rooij promoviert wurde (Hyperbolic Spaces and the abc conjecture). Er war als Erasmus Fellow an der Universität Tübingen, 1994 an der Yale University bei Serge Lang, 1995 an der Universität Rennes bei Bas Edixhoven und 1996 bis 1998 als Marie Curie Fellow am IHES bei Alain Connes. Er war auch Gastwissenschaftler an der University of California, Riverside, bei Michel Lapidus, und dort 1998 bis 2000 Gastprofessor (Visiting Assistant Professor). 2000 war er Visiting Professor an der Rutgers University und ab 2003 Assistant Professor an der Utah Valley University. 2009 wurde er dort Associate und 2015 Full Professor. Er war auch Gastwissenschaftler an den Universitäten Münster, Hannover und Göttingen.
Van Frankenhuysen befasste sich mit der abc-Vermutung und ihrer Verbindung zur Mordell-Vermutung und dem Satz von Thue-Siegel-Roth, mit der Riemann-Hypothese, auch in Zusammenhang mit dem Beweisversuch von Connes, und mit der Theorie komplexer Dimensionen (Polstellen einer assoziierten „geometrischen Zetafunktion“) in der fraktalen Geometrie.

## Schriften
- mit Michel L. Lapidus: Fractal Geometry and Number Theory, Birkhäuser 2000
- Herausgeber mit Lapidus: Dynamical, Spectral and Arithmetical Zeta Functions, AMS, Contemporary Mathematics Band 290, 2001
- mit Michel Lapidus: Complex dimensions of self-similar fractal strings and diophantine approximation. Experimental Mathematics 12 (2003), S. 41–69
- Herausgeber mit Lapidus: Fractal Geometry and Applications: A Jubilee to Benoit Mandelbrot, 2 Bände, AMS, Proc. Symp. Pure Math., Band 72, 2004
- mit Lapidus: Fractal Geometry, Complex Dimensions and Zeta Functions: Geometry and Spectra of Fractal Strings, Springer 2008